# Iglesia de Santo Domingo (Sanlúcar de Barrameda)
La iglesia de Santo Domingo de la ciudad española de Sanlúcar de Barrameda, en la andaluza provincia de Cádiz, perteneció al antiguo Convento de Santo Domingo. A principios del siglo XX se convirtió en parroquia. Forma parte del Conjunto histórico-artístico de Sanlúcar de Barrameda y de la Ciudad-convento de Sanlúcar de Barrameda.
Dicho monasterio dominico fue fundado en la primera mitad del siglo XVI por el V Duque de Medina Sidonia, Alonso Pérez de Guzmán y Zúñiga y su mujer, Ana de Aragón. Sin embargo su construcción se realizó más tarde, entre 1558 y 1570 a expensas de la Condesa de Niebla y regente de los estados de la Casa de Medina Sidonia, Leonor de Sotomayor y Zúñiga, que junto a su esposo, Juan Claros Pérez de Guzmán y Aragón, están enterrados en la capilla mayor del templo. 
Para su construcción se eligió un lugar en Barrio Bajo de la ciudad, fuera de la ciudadela, llamado por entonces el Arrabal de la Ribera y que, desde principios de la Edad Moderna, había experimentado un gran desarrollo urbano, por se la parte comercial de la ciudad.
No existe unanimidad entre los historiadores sobre la autoría de las trazas de la iglesia, que algunos atribuyen a Hernán Ruiz II y otros a Francisco Rodríguez Cumplido. No obstante ambos arquitectos intervinieron activamente en la ejecución de las obras, además de otros maestros como son Francisco Corona y Cristóbal de Rojas, este último arquitecto e ingeniero militar que por entonces se encargaba de los trabajos de defensa de la ciudad de Cádiz.

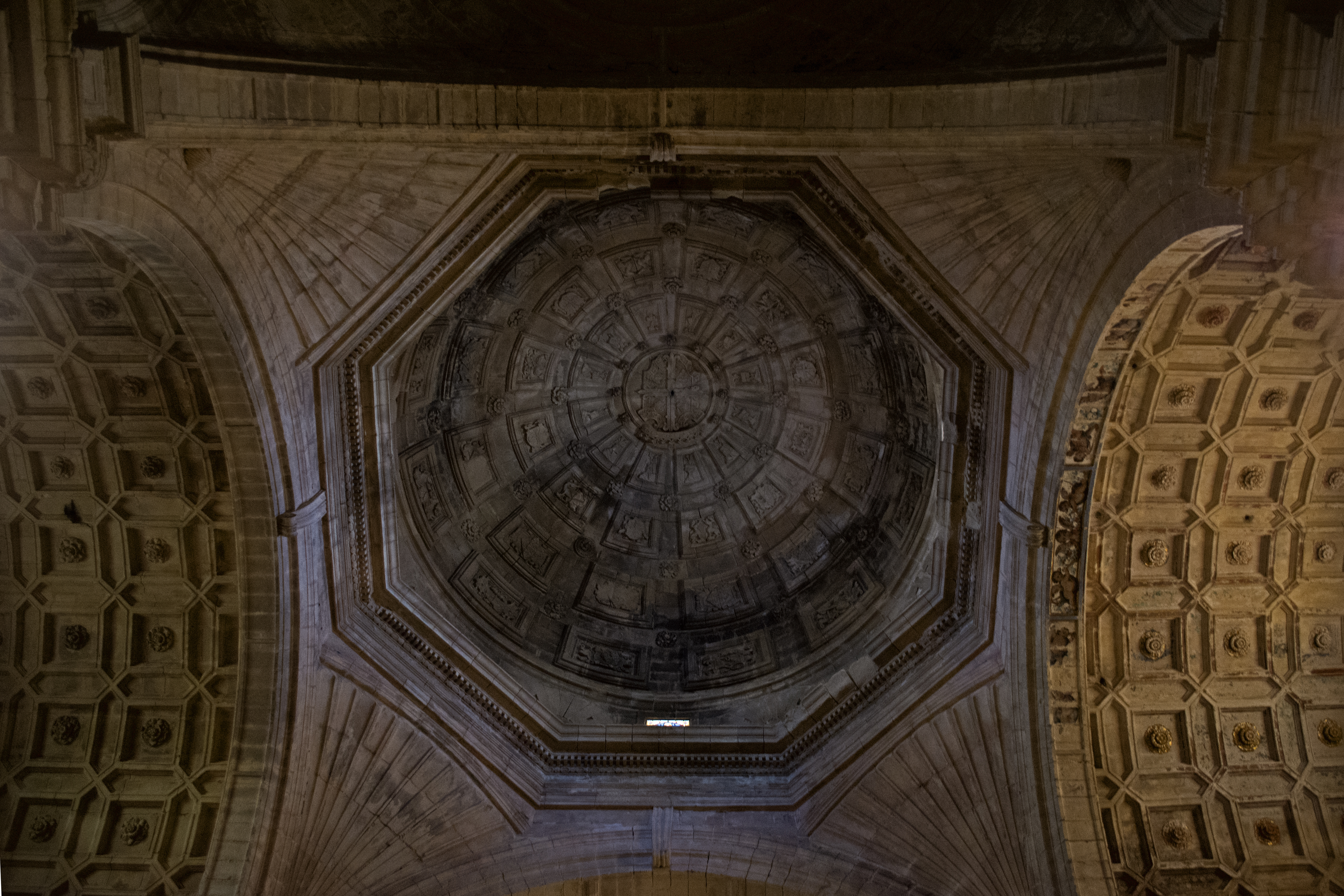
Vista interior de la cúpula de iglesia de Santo Domingo.

## Descripción

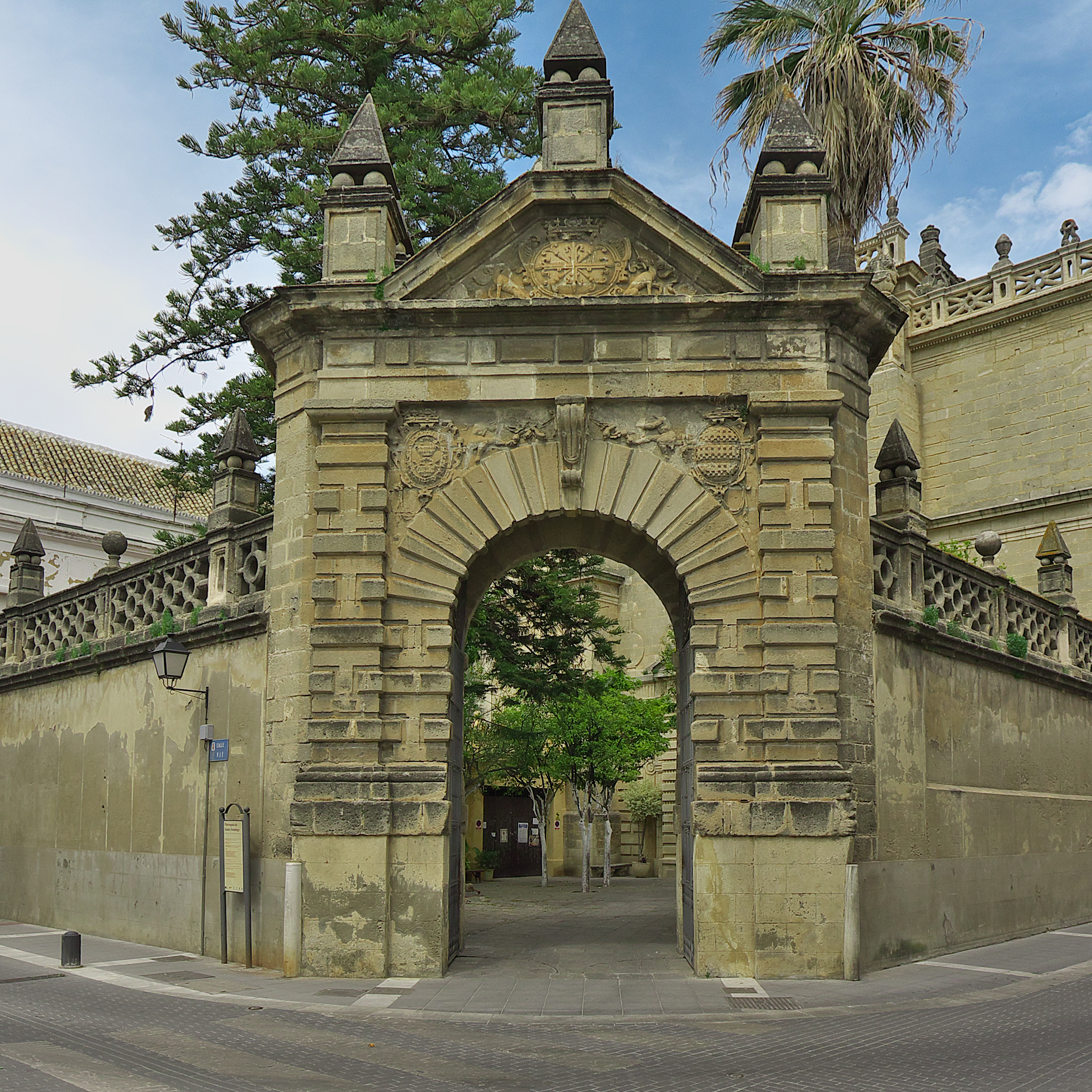
Iglesia de Santo Domingo. Portada del compás de entrada.

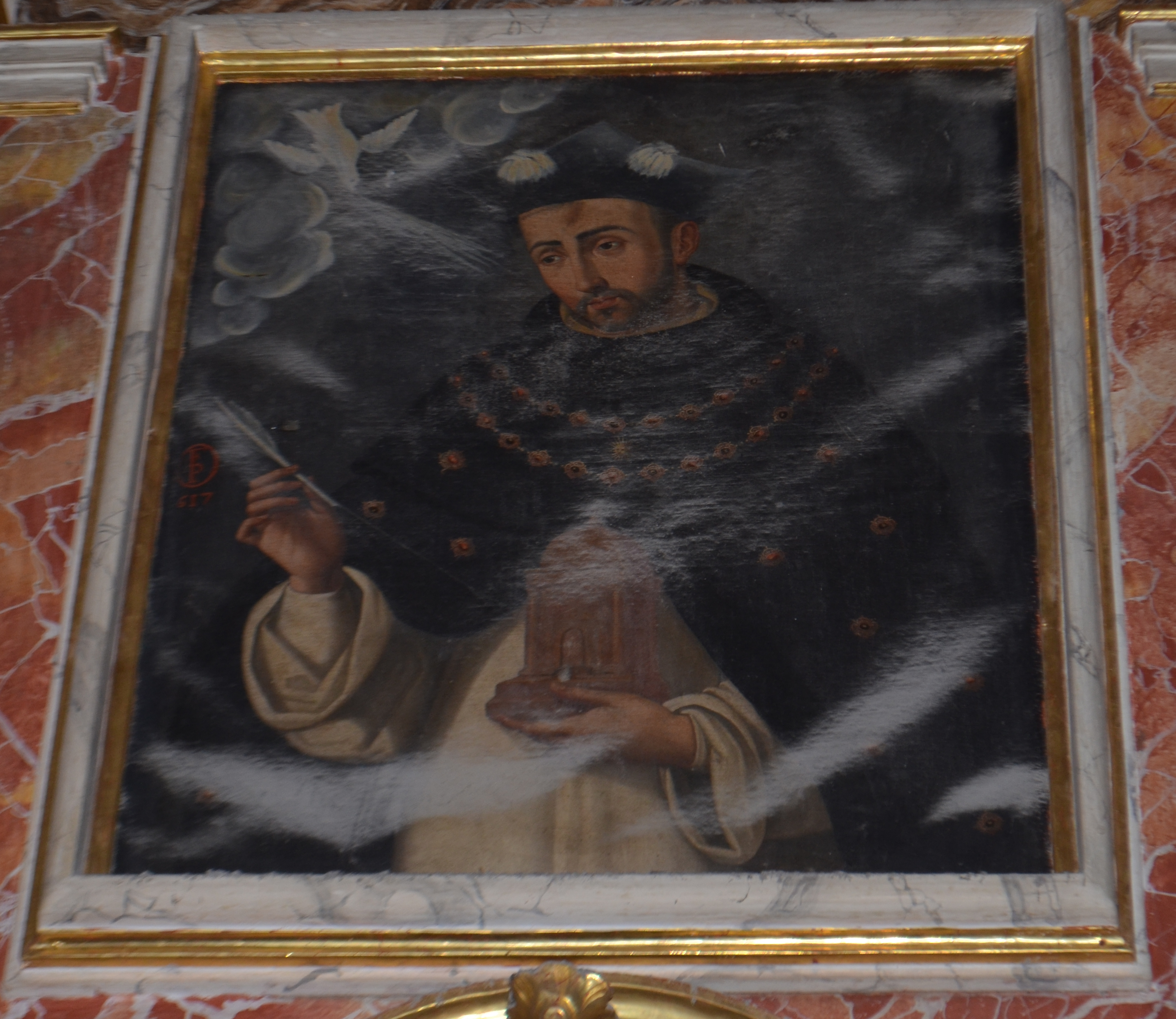
Santo Tomás de Aquino, Francisco Pacheco (1617).

La fábrica de la iglesia está realizada en sillería de piedra. El estilo de su traza es renacentista con muchos elementos manieristas. La planta es de cruz latina inscrita dentro de un rectángulo, y está compuesta con una sola nave con capillas laterales que se comunican entre sí por pequeños huecos entre los muros que las separan. El crucero se cubre con una alta cúpula sobre pechinas de base octogonal. Tanto los brazos del crucero como la cabecera se cubren con elegantes bóvedas decoradas con casetones y motivos muy clásicos. 
En el primer tramo de los pies se sitúa el coro, construido sobre una bóveda de casetones en cuya decoración se incluye el escudo de los Pérez de Guzmán y relieves con imágenes de la defensa de Tarifa por parte de Guzmán el Bueno. Junto a esta decoración narrativa, hay varios escudos y emblemas de la orden dominica, que se repiten por todo el interior y el exterior del templo, donde destacan el volumen de la cúpula, la espadaña y el compás de entrada, cuya portada de acceso se terminó en 1606, según diseño de Cristóbal de Rojas. Esta portada de estilo manierista está formada por un vano de medio punto flanqueado por pilastras almohadilladas sobre las que se dispone un frontón triangular rematado por sencillas pirámides sobre bolas escurialenses. Asimismo sobre ella se muestran el escudo de la orden dominica y los blasones de patronos de la obra, pertenecenientes a la Casa de Medina Sidonia.
La capilla mayor presenta en los laterales los sepulcros de los condes de Niebla, realizados en madera jaspeada y yeso. Fueron realizados por Francisco de la Gándara y Martín Christian en 1606, en sustitución de otros de alabastro existentes con anterioridad. 
Destaca el retablo mayor es de estilo rococó, realizado en 1761 por Pedro de Asencio y en el que también se encuentran las imágenes de San Francisco y de Santo Domingo que fueron realizadas por Miguel de Adán, procedentes del antiguo retablo mayor.
En la denominada capilla de la Anunciación, destaca el zócalo de azulejería, fechado en 1594, obra de Hernando de Valladares.
Otras obras destacadas de este templo son diversas pinturas y esculturas de los siglos XVI y XVII, como el Cristo de los Milagros realizado por Miguel Adán, el Descendimiento de la Cruz, del pintor flamenco Jacob Jordaens y Santo Tomás de Aquino, de Francisco Pacheco.